# Рубен Гонсалес (футболіст)
Рубен Гонсалес (ісп. Rubén Adán González, нар. 17 липня 1939) — уругвайський футболіст, що грав на позиції нападника. Виступав, зокрема, за клуб «Насьйональ», а також національну збірну Уругваю.
У складі збірної — володар Кубка Америки.

## Клубна кар'єра
У дорослому футболі дебютував 1958 року виступами за команду «Насьйональ», в якій провів чотири сезони. У 1964 році виїхав до Аргентини, де підписав контракт з «Велес Сарсфілд», а наступного року перебрався в «Бока Хуніорс». Разом зі столичним грандом агертинського футболу виграв чемпіонат Аргентини (1965). У 1966 році повернувся до «Насьйоналя». За період перебування в столичному клубі вигравав чемпіонат Уругваю 1957, 1963 та 1966 років.
У 1967 році з уругвайськими футболістами «Серро» виступав у NASL в команді під назвою «Нью-Йорк Скайлайнерс». Проте не зміг допомогти «Скайлайнерс» кваліфікуватися до фіналу плей-оф, оскільки команда посіла 5-те місце в Східній конференції. По завершенні сезону закінчив професіональну кар'єру.

## Виступи за збірну
1959 року дебютував в офіційних матчах у складі національної збірної Уругваю.
У складі збірної був учасником Чемпіонату Південної Америки 1959 року в Еквадорі (учасник фінального матчу), здобувши того року титул континентального чемпіона, та чемпіонату світу 1962 року у Чилі. На мундіалі так і не зіграв у жодному з трьох матчів групового етапу.
Загалом протягом кар'єри у національній команді, яка тривала 4 роки, провів у її формі 11 матчів.

## Досягнення

### Клубні
«Насьйональ»
- Прімера Дивізіон Уругваю
  -  Чемпіон (3): 1957, 1963, 1966

«Бока Хуніорс»
- Прімера Дивізіон Аргентини
  -  Чемпіон (1): 1965

### Збірна
- Кубок Америки
  -  Чемпіон (1): 1959 (Еквадор)
- Чемпіон Південної Америки (U-19): 1958